# Maliniec (Radowo Małe)
Maliniec (deutsch Höckenberg) ist ein Dorf in der Woiwodschaft Westpommern in Polen. Es gehört zur Gmina Radowo Małe (Gemeinde Klein Raddow) im Powiat Łobeski (Labeser Kreis).

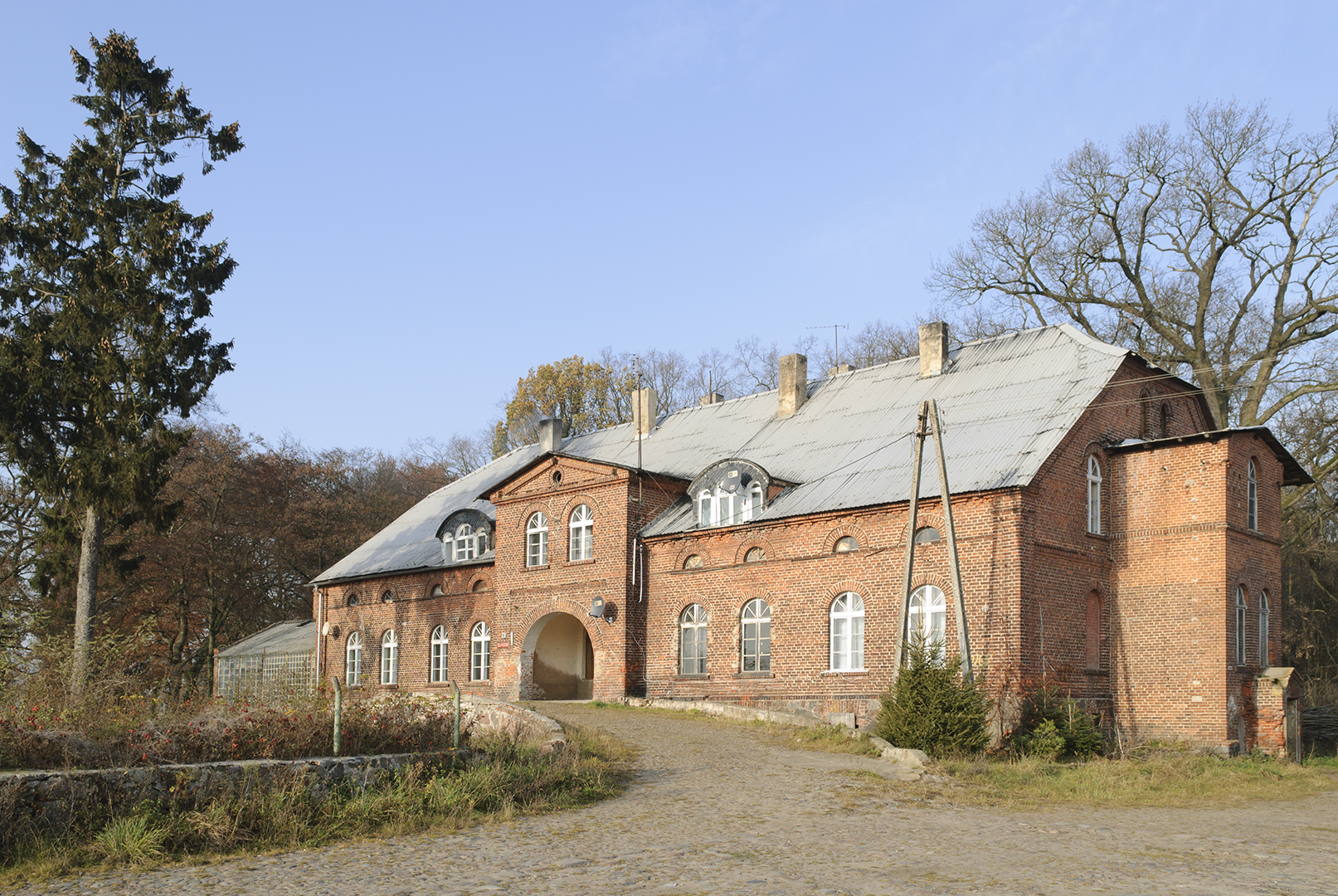
Ehemaliges Gutshaus (2011)

## Geographische Lage
Das Dorf liegt in Hinterpommern, etwa 60 Kilometer nordöstlich von Stettin und knapp 20 Kilometer nordwestlich der Kreisstadt Labes. Knapp 3 Kilometer südlich des Dorfes verläuft in Ost-West-Richtung die Woiwodschaftsstraße 147.

## Geschichte
Ab dem 19. Jahrhundert bildete Höckenberg einen politischen Gutsbezirk, der im Jahre 1910 449 Einwohner zählte. Zum Gutsbezirk gehörten auch die Kolonie Friederickenwalde (127 Einwohner), der Wohnplatz Kurtshof (75 Einwohner), das Gut Paatziger Mühle (38 Einwohner) und das Dorf Vogelsang (39 Einwohner).
Später wurde Höckenberg in das benachbarte Maldewin eingemeindet und gehörte mit der Gemeinde Maldewin bis 1945 zum Kreis Regenwalde der preußischen Provinz Pommern.
Nach dem Zweiten Weltkrieg kam Höckenberg, wie ganz Hinterpommern, an Polen. Die Bevölkerung wurde durch Polen ersetzt. Das Dorf erhielt den polnischen Ortsnamen „Maliniec“. Heute liegt das Dorf in der polnischen Gmina Radowo Małe (Gemeinde Klein Raddow), in der es ein eigenes Schulzenamt bildet, zu dem auch der Wohnplatz Kwiatkowo (Vogelsang) gehört.

## Persönlichkeiten

### Söhne und Töchter des Ortes
- Otto Siebenbürger (1849–1936), Gutsbesitzer von Höckenberg und Mitglied des Deutschen Reichstags

### Mit dem Ort verbunden
- Richard Skowronnek (1862–1932), deutscher Journalist, Dramaturg und Schriftsteller, zog gegen Ende des Ersten Weltkrieges auf das Gut Höckenberg, das seinem Schwiegersohn gehörte